# Wabarra caverna
Wabarra caverna is een spinnensoort in de taxonomische indeling van de nachtkaardespinnen (Amaurobiidae).
Het dier behoort tot het geslacht Wabarra. De wetenschappelijke naam van de soort werd voor het eerst geldig gepubliceerd in 1996 door Hugh Davies.